# Renault Scénic IV
La Renault Scénic IV è la quarta generazione dell'omonima monovolume, una autovettura di fascia media prodotta dalla casa automobilistica francese Renault dal 2016.

## Profilo e contesto

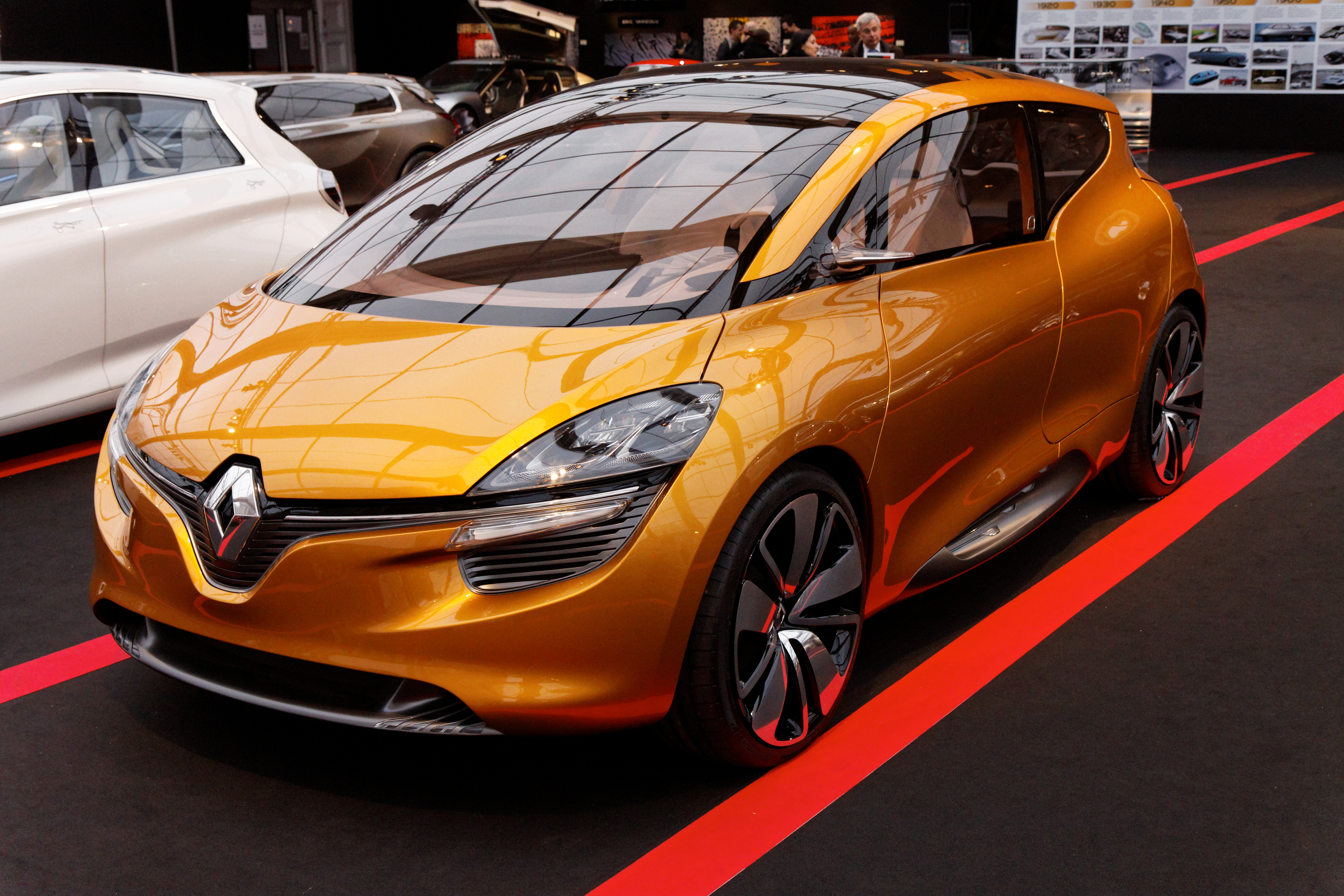
Renault R-Space, concept che ha anticipato la Scenic IV

La Scénic di quarta generazione è stata presentata al salone di Ginevra del 2016. L'automobile, ispirata al concept R-Space, è leggermente più grande della sua antenata e aggiunge alcuni elementi di design provenienti dal mondo dei crossover SUV, appartenendo tuttavia ancora alla tipologia delle monovolume. È alimentata da motorizzazioni a 4 cilindri, due motori diesel dCi da 1.5 con 95 e 110 CV, un 1.6 monoturbo da 131 CV e biturbo da 160 CV e due turbobenzina TCe 1,2 da 115 e 130 CV. Per i modelli con trasmissione manuale a sei rapporti e con il motore diesel dCi da 110 CV, è incorporato un'unità opzionale ibrida (Hybrid Assist), della tipologia mild hybrid ovvero una sorta di unità micro-ibrida sfruttando l'impianto elettrico della vettura a 48 Volt. È disponibile con cambio manuale o automatica a doppia frizione. La Scénic deriva dalla Mégane IV ed è costruita sulla piattaforma CMF-C utilizzato dalla Renault Espace V e Renault Kadjar, oltre dei modelli facenti parti dell'alleanza nipponica come le Nissan Pulsar, Nissan Qashqai e X-Trail. È disponibile in una versione allungata chiamata Grand Scenic, con una lunghezza di 4654 mm, abitabilità a sette posti (a richiesta) e un diverso disegno della parte posteriore più simile a quello della Espace.
Il corpo è molto più simile a quella di un SUV che a una monovolume, con delle protezioni sulla parte bassa delle porte; il cofano motore è corto, la linea di cintura alta curvilinea segue l'andamento dei parafanghi e la forma del tetto arcuata scende decisa verso il lunotto posteriore. In particolare, la parte anteriore è caratterizzato da un parabrezza panoramico. Il design estetico è caratterizzato dalle ruote da 20 pollici uniche disponibili di serie; esse vestono degli pneumatici appositi realizzati per fini estetici che non influiscono sulla resistenza all'avanzamento grazie al battistrada ridotto per la tipologia di vettura a 195 mm.
Il bagagliaio ha una volumetria di 572 litri sulla versione normale con i sedili scorrevoli in uso, mentre sulla Grand Scénic nella configurazione a cinque posti sono di 765 litri.
La Scénic ha ricevuto 5 stelle nei crash test Euro NCAP, con una serie di dispositivi di sicurezza attiva e passiva standard, tra cui Active Emergency Braking System che frena la vettura da sola in caso di ostacolo o rilevamento di un pedone.

## Evoluzione
Nel marzo 2017 è stata introdotta una variante diesel abbinata ad un sistema mild hybrid con sistema a 48 volt denominata dCi Hybrid Assist. Al posto dell'alternatore viene utilizzato un motogeneratore collegato tramite una cinghia al motore dalla potenza di 6 kW con picchi temporanei fino a 10 kW. Il motogeneratore funge anche da motorino di avviamento ed è alimentato attraverso una rete elettrica a 48 V; il sistema oltre che dal motore può essere alimentato attraverso l'energia che viene recuperata durante le fasi di frenata o decelerazione. Nelle fasi di accelerazione, il motogeneratore può utilizzare tale energia che viene accumulata in una batteria agli ioni di litio da 0,5 kWh per supportare il motore a combustione. Nel complesso, il consumo di carburante della Scénic scende a 3,6 litri di diesel per ogni 100 chilometri secondo il ciclo NEDC.
Nell'ottobre 2020 la vettura è stata sottoposta a un leggero restyling.
Nel 2021 la Renault ha rimosso i motori diesel su tutta la gamma Scénic.